# Colophorina cassiae
Colophorina cassiae är en insektsart som beskrevs av Capener 1973. Colophorina cassiae ingår i släktet Colophorina och familjen rundbladloppor. Inga underarter finns listade i Catalogue of Life.